# Boaz Mauda
Boaz Mauda (hebrejsky בועז מעודה‎; * 23. dubna 1987 Eljakim) je izraelský zpěvák a skladatel. Zvítězil v pátém ročníku pěvecké soutěže Kochav Nolad a reprezentoval Izrael na Eurovision Song Contest 2008, kde se umístil s písní „The Fire in Your Eyes“ na devátém místě.
Jeho hlas je řazen mezi Davidem D'Or a Danou International. Narodil se a vyrůstal v mošavu Eljakim a patří mezi jemenské moderní ortodoxní Židy.

## Kariéra

### Kochav Nolad
Bez jakékoliv zkušenosti s hudebním průmyslem jej přítel přihlásil do pátého ročníku Kochav Nolad.
Ve finále 29. srpna 2007 se utkal s Marinou Maximillian Blumin a Šlomi Bar'el. V ten večer vystoupil se dvěma písněmi – píseň „Señorita“ si zazpíval se zkušeným izraelským zpěvákem Davidem Brozem a následně prezentoval píseň Avner Gadassi nazvanou „Menagen vešar“.
Kochav Nolad 2007 vyhrál s 50 % hlasů. Kromě toho získal smlouvu s hudebním vydavatelstvím Hed Artzi.
| Výsledky a vystoupení v Kokhav Nolad | Výsledky a vystoupení v Kokhav Nolad | Výsledky a vystoupení v Kokhav Nolad                        | Výsledky a vystoupení v Kokhav Nolad    |
| Týden                                | Výběr písně                          | Originální umělec                                           | Výsledek                                |
| ------------------------------------ | ------------------------------------ | ----------------------------------------------------------- | --------------------------------------- |
| Top 20                               | „Yad anuga“                          | Avner Gadassi                                               | Kvalifikace do dalšího kola             |
| Top 18                               | „Neshel hanachash“                   | Meir Ariel                                                  | Kvalifikace do dalšího kola             |
| Top 16                               | „HaShir al ha'aretz“                 | Nurit Galron                                                | Odolnost vůči vyřazení                  |
| Top 14                               | „Khayekha vekhayay“                  | Boaz Sharabi                                                | Výběr mezi posledními dvěma soutěžícími |
| Top 14 - pouze záchrana              | „Shi'ur molede“                      | Hava Alberstein                                             | Kvalifikace do dalšího kola             |
| Top 13                               | „Erev shel yom bahir“                | Efraim Shamir                                               | Kvalifikace do dalšího kola             |
| Top 12                               | „Ani shuv mit'ahev“                  | Gidi Gov                                                    | Kvalifikace do dalšího kola             |
| Top 12 - pouze záchrana              | „Yare'akh kakhol“                    | Gan Hayot Band                                              | Kvalifikace do dalšího kola             |
| Top 11                               | „Ahavat khayay“                      | Haim Moshe                                                  | Kvalifikace do dalšího kola             |
| Top 10                               | „At li layla“                        | Boaz Sharabi                                                | Výběr mezi posledními třemi soutěžícími |
| Top 10 - pouze záchrana              | „Kol galgal“                         | Shotei Hanevuah                                             | Kvalifikace do dalšího kola             |
| Top 9                                | „Maka Afora“                         | Monica Sex                                                  | Kvalifikace do dalšího kola             |
| Top 8                                | „Al tikh'asi, ze lo ason“            | trio Gesher HaYarkon                                        | Kvalifikace do dalšího kola             |
| Top 7                                | „Yalduti hashnyia“                   | Matti Caspi                                                 | Kvalifikace do dalšího kola             |
| Top 7                                | „Homot heimar“                       | Margalit Tzan'ani                                           | Kvalifikace do dalšího kola             |
| Top 3 (Druhé semifinále)             | „Mizmor layla“ a „Etslekh ba'olam“   | „Mizmor layla“ - Noa; „Etslekh ba'olam“ - Evyatar Banai     | Kvalifikace do finále                   |
| Finále                               | „Señorita“ a „Menagen veshar“        | „Señorita“ - David Broza; „Menagen veshar“ - Avner Gadassi. | Vítězství                               |

### Eurovision Song Contest
14. února izraelská veřejnoprávní televize IBA a stanice Channel 2 oznámily, že Boaz Mauda byl vybrán na post reprezentanta Izraele na Eurovision Song Contest 2008 v srbském Bělehradě. V roce 2008 zazpíval během národního výběru Kdam Eurovision před publikem a porotou celkem pět písní. V porotě zasedlo několik izraelských odborníků, kteří hlasovali pro vítěznou píseň a vybrali skladbu „Ke'ilu Kan“. Píseň napsala izraelská vítězka Eurovision Song Contest Dana International.
Boaz Mauda nakonec na Eurovision Song Contest 2008 vystoupil s písní „The Fire in Your Eyes“, tedy anglickým ekvivalentem. V prvním semifinále se umístil na pátém místě a ve finále 24. května 2008 skončil devátý se 124 body.

## Diskografie

### Alba
- Boaz Mauda

### Singly
| Rok  | Píseň                                             | Složil                    | ISR |
| ---- | ------------------------------------------------- | ------------------------- | --- |
| 2007 | „Menagen Veshar“                                  | Avner Gadasi              | —   |
| 2008 | „The Fire in Your Eyes“                           | Dana International        | 1   |
| 2008 | „Mi Haya Ma'amin?“ (s Marinou Maximillian Blumin) | Keren Peles               | 4   |
| 2008 | „Oreakh BaOlam“                                   | Keren Peles               | 1   |
| 2009 | „Lakhzor HaBaita“                                 | Keren Peles               | —   |
| 2009 | „Time To Pray“ (se Sirusho a Jelenou Tomašević)   | Shimon Peres a Boaz Mauda | —   |
| 2011 | „Shniya Ve'od Ahat“                               | Nathan Goshen             | —   |